# Denise Roche
Denise Maree Roche (Helensville, Auckland; 9 de juliol de 1963) és una política neozelandesa i diputada de la Cambra de Representants de Nova Zelanda des de les eleccions de 2011. És membre del Partit Verd.

## Inicis
Roche va néixer el 9 de juliol de 1963 a Helensville, una localitat al nord-oest d'Auckland. Té un certificat en periodisme de la Universitat de Tecnologia d'Auckland i un grau de la Universitat d'Auckland. Ha treballat com a periodista, sindicalista i regidora a Auckland.

## Diputada
| Parlament de Nova Zelanda |      |                |        |        |
| Anys                      | Leg. | Circumscripció | Llista | Partit |
| 2011-actualitat           | 50   | Llista         | 11     | Verd   |

En les eleccions generals de 2008 Roche fou la candidata del Partit Verd per Auckland Central. Quedà tercera amb el 13,43% del vot. No seria elegida com a diputada de llista al trobar-se 43a en la llista electoral del Partit Verd i aquest partit rebre tan sols nou escons.
Per a les eleccions de 2011 seria candidata de nou a Auckland Central. En aquesta ocasió quedaria tercera amb el 8,73% del vot. Seria elegida com a diputada de llista al trobar-se onzena en la llista d'un total de catorze diputats del Partit Verd electes.

## Vida personal
Roche està casada i té dos fills. És descendent d'europeus i de maoris, procedent de les iwis Ngāti Raukawa i Ngāti Huri. Actualment viu a l'illa Waiheke.